# Зона санітарного захисту джерела водопостачання
Зона санітарного захисту джерела водопостачання — це спеціально відведенна територія, що функціонально пов'язана з водозабірними спорудами.
Під час використання наземних вододжерел прийнято виділяти 3 зони санітарного захисту.